# 좌식 배구
좌식 배구는 장애가 있는 선수를 위한 배구의 한 형태이다. 입식 배구와 달리 좌식 배구 선수는 경기 중 엉덩이가 하나 이상 바닥에 닿아야 한다.

## 역사
좌식 배구는 부상당한 군인을 위한 재활 스포츠로 1956년 네덜란드 스포츠 위원회에 의해 네덜란드에서 발명되었다. 1958년에 독일과 네덜란드 클럽 팀 간에 최초의 국제 좌식 배구 경기가 있었다. 배구와 네트가 없고 선수가 앉아 있지 않은 독일 스포츠인 좌식구(sitzball)의 결합으로 만들어졌다.  입식 배구는 1976년 토론토 장애인 올림픽에서 거동이 불편한 선수들 (impaired mobility)을 위한 시범 종목으로 처음 등장했으며, 네덜란드 아른험에서 열린 1980 장애인 올림픽에서는 입식 배구와 좌식 배구가 공식적으로 메달 종목으로 포함되었다. 여자 좌식 배구는 2004년 아테네 장애인 올림픽에 추가되었다. 2012년 런던 올림픽 이후, VolleySLIDE는 Matt Rogers가 스포츠를 전 세계적으로 홍보하고 발전시키기 위해 설립했다. 2020년 도쿄 패럴림픽에는 남자 8개 팀과 여자 8개 팀이 출전하였다.

## 규칙

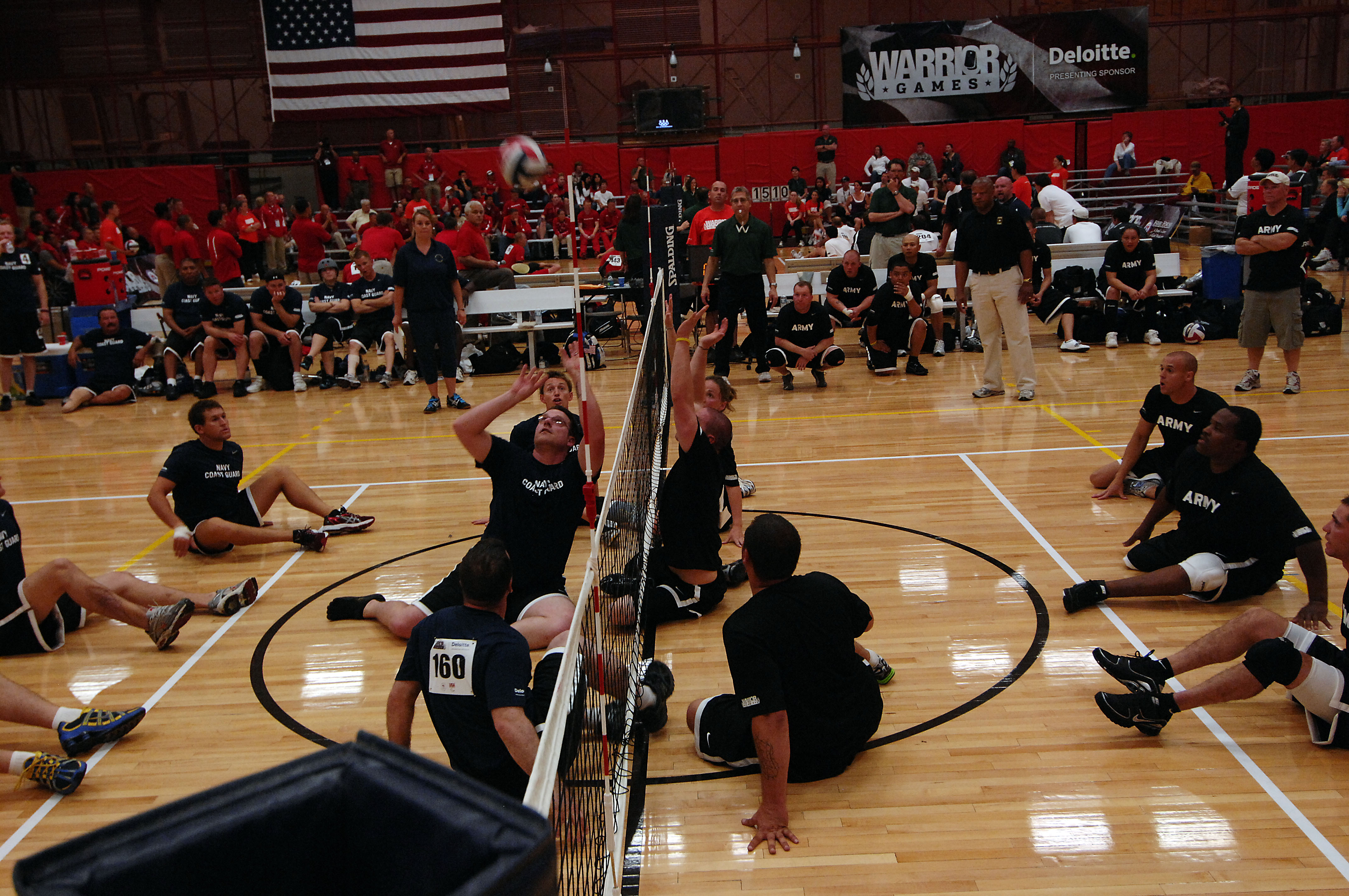
미 해군-해안경비대 합동팀과 미 육군의 남자 좌식 배구 경기

좌식배구에서는 길이 7m, 폭 0.8m인 네트가 남성의 경우 1.15m, 여성의 경우 1.05m 높이로 설치된다. 코트는 10 by 6 미터 (33 ft × 20 ft) 미터이며 2m 공격 라인이 있다. 규칙은 선수가 볼에 접촉할 때 적어도 하나의 엉덩이가 바닥에 닿아 있어야 하고 서브를 막는 것도 가능하다는 점을 제외하고는 원래 배구 형태와 동일하다. 다음과 같은 장애가 있는 선수가 좌식 배구 경기에 참가할 수 있다. 절단, 척수 부상, 뇌성마비, 뇌 부상 및 뇌졸중이 있는 선수. 장애에 따른 이 선수들의 분류는 MD와 D의 두 가지 범주로 나뉜다. MD는 "Minimally Disabled"를 나타내고 D는 "Disabled"를 나타낸다. 'Minimally Disabled' 선수는 서서 배구를 하는 데 방해가 되는 관절의 근력과 유연성의 일부만 상실한 반면, 'Disabled' 선수는 해당 관절의 근력과 유연성을 모두 상실했다. 패럴림픽 경기의 명단에는 두 명의 MD 선수만 허용되며 한 번에 한 명만 코트에 입장할 수 있다. 이는 팀 간의 경쟁을 공정하게 유지하기 위한 것이다. 나머지 팀은 D 플레이어로 분류되어야 한다. 기술은 대체로 배구 기술과 동일하며 다음 게임 용어가 적용됩니다.

## 같이 보기
- 패럴림픽 배구